# シキボウ
シキボウ株式会社（英: SHIKIBO LTD.）は、1892年（明治25年）に創業した大阪府大阪市中央区に所在する日本の繊維製造・販売メーカー。
かつての十大紡績会社（十大紡）の一社である。また大輪会の会員企業である。
理念は「幅広い分野での積極的な事業展開と技術・開発・企画力のさらなる向上を通じて、ニュー・シキボウの確立をめざしていきます」。

## 主な取扱商品
- WILDBORNシリーズ
- ナノスタイルシリーズ
- デオマジック

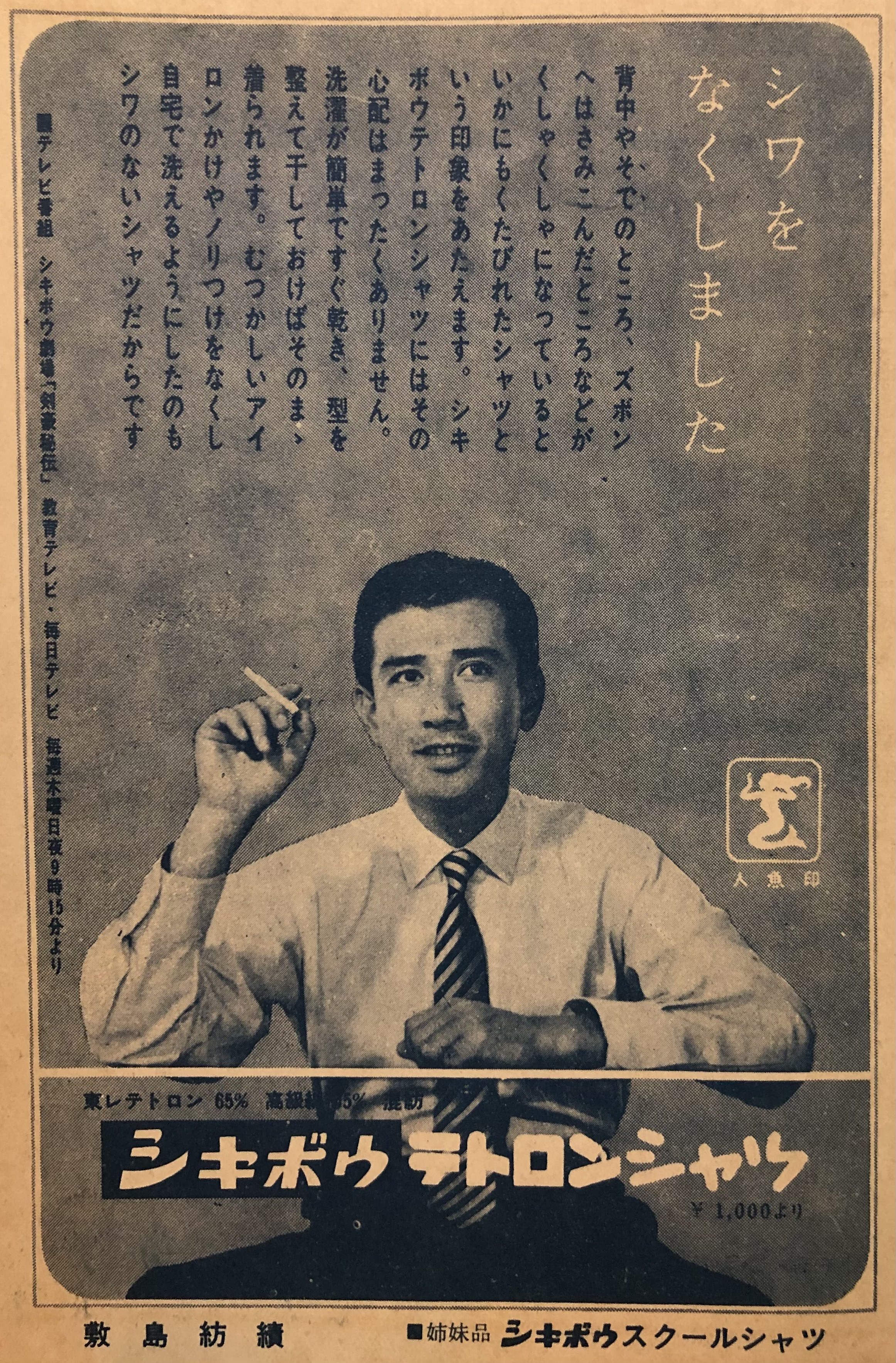
テトロンシャツの広告（1960年）。モデルは佐田啓二。

  - 香水の原理（濃いと悪臭となりうる成分を香りの成分中にごくわずかに含ませる程度であればいい香りと感じること。低濃度なら花の香りだが濃ければ便臭がする具体的な成分の例としてインドールやスカトールなど）を応用し悪臭を甘い香りに変える技術。一部の用途別に特化した製品に関してはその用途ごとのメーカーを通じ販売している。
    - 畜産向け（凸版印刷）
    - ごみ収集車向け[3]（新明和商事（新明和工業グループ））
    - バキュームカー向け[4]（東邦車輛（新明和工業グループ））
    - 介護向け[5]（アース製薬（大塚グループ））

ほか　

## 沿革
- 1892年（明治25年） - 有限責任伝法紡績会社として創業。
- 1893年（明治26年） - 社名を福島紡績株式会社と変更。
- 1941年（昭和16年） - 天満織物株式会社と近江帆布株式会社が合併し、朝日紡績株式会社設立[6]。
- 1944年（昭和19年） - 朝日紡績株式会社を合併、商号を敷島紡績株式会社と変更。
- 2002年（平成14年） - 商号をシキボウ株式会社と変更。

## 事業所
- 支社 - 東京（東京中央区日本橋本町）
- 研究所 - 中央研究所（東近江市）
- 工場 - 富山（富山市）、鈴鹿（鈴鹿市）、八日市（東近江市）、八幡（近江八幡市）
- 事業所 - 八日市（東近江市）、尾道（尾道市）、長野（長野県上伊那郡）
- 海外事業所 - インドネシア、タイ、香港、上海、無錫、湖州